# Drapeau et armoiries du canton de Glaris
Le drapeau et les armoiries glaronnaises sont des emblèmes officiels du canton de Glaris.

## Histoire et signification
La première apparition archivée des armoiries glaronnaises est un sceau datant de 1352 et la première apparition encore archivée du drapeau est la bannière de 1388 ayant rassemblé les Glaronnais lors de leur victoire collective avec les Confédérés contre les Autrichiens lors de la Bataille de Näfels. Les sceaux et la bannière contiennent déjà l'image de Saint-Fridolin de Säckingen au bourdon de pèlerin.
Fridolin aurait été, comme Saint-Gall, un moine Irlandais ayant émigré dans la région vers l'an 500 afin de christianiser les environs. Ses voyages fréquents lui donnèrent le surnom de «pèlerin»

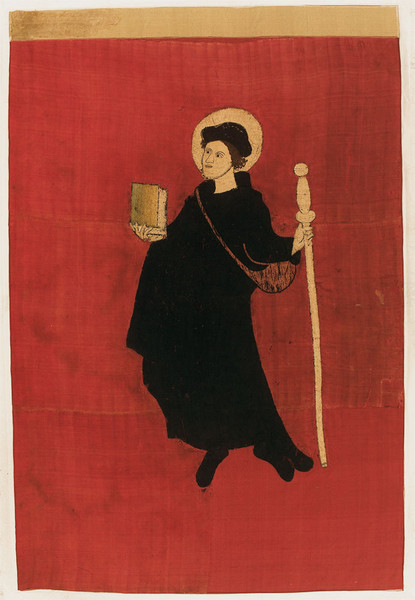
Bannière de Glaris lors de la Bataille de Näfels en 1388.

La bannière utilisée lors de la Bataille de Näfels le représente avec un petit bonnet sur la tête. Les armoiries avec le saint portant ce bonnet existèrent jusqu'après le milieu du XXe siècle (1959). 
La même bannière utilisée en 1388 était rectangulaire et allongée en hauteur. En outre, le saint avait une besace soutenue par une bandoulière. 
En 1512, le pape Jules II offrit un nouveau drapeau aux Glaronnais. Saint-Fridolin n'avait plus de bonnet et ses habits étaient d'or. Toutefois, ce drapeau ne fut jamais adopté par les Glaronnais.
Le 30 octobre 1941, le gouvernement cantonal décida de modifier les couleurs et le graphisme des armoiries. Le bâton et les sandales devinrent d'or, la sacoche devint d'argent. Mais ce n'est que le 25 juin 1959 que les armoiries et le drapeau prirent leur forme actuelle. Les charges dessinées par le graphiste zurichois Ernst Keller furent simplifiées, stylisées, et Keller supprima aussi certains accessoires tels que la besace et la bandoulière ainsi que le bonnet tout en changeant les sandales pour des chaussures afin d'« améliorer l'effet à distance ».
L'héraldiste Adolphe Gauthier rapporte que le rouge se réfère à la couleur des « colons primitifs ».

## Descriptions

### Description vexillologique
La description vexillologique du drapeau glaronnais est « Rouge au missionnaire Fridolin se dirigeant vers la dextre, vêtu de sable, la tête nue tournée vers le spectateur et nimbée d'or, tenant de la dextre un bourdon du même et de la senestre un livre du dernier ». 

### Description héraldique
La description héraldique des armoiries glaronnaises est « De gueules au missionnaire Fridolin se dirigeant vers la dextre, vêtu de sable, la tête nue, tournée vers le spectateur, nimbée d'or, tenant de la dextre un bourdon du même et de la senestre un livre du dernier».

## Autre représentation vexillologique et héraldique
Le drapeau est également décliné sous forme d'oriflamme, soit en queue de pie, soit en base plate. L'oriflamme des cantons reprenant le drapeau cantonal dans sa partie supérieure et les couleurs cantonales dans la partie inférieure est appelée un drapeau «complet». 

Drapeau complet glaronnais.

## Utilisation et mention
Le saint doit toujours marcher en direction de la hampe ou vers la droite héraldique.

Les armoiries se retrouvent sur les plaques d'immatriculation arrières de véhicules enregistrés dans le canton de Glaris.

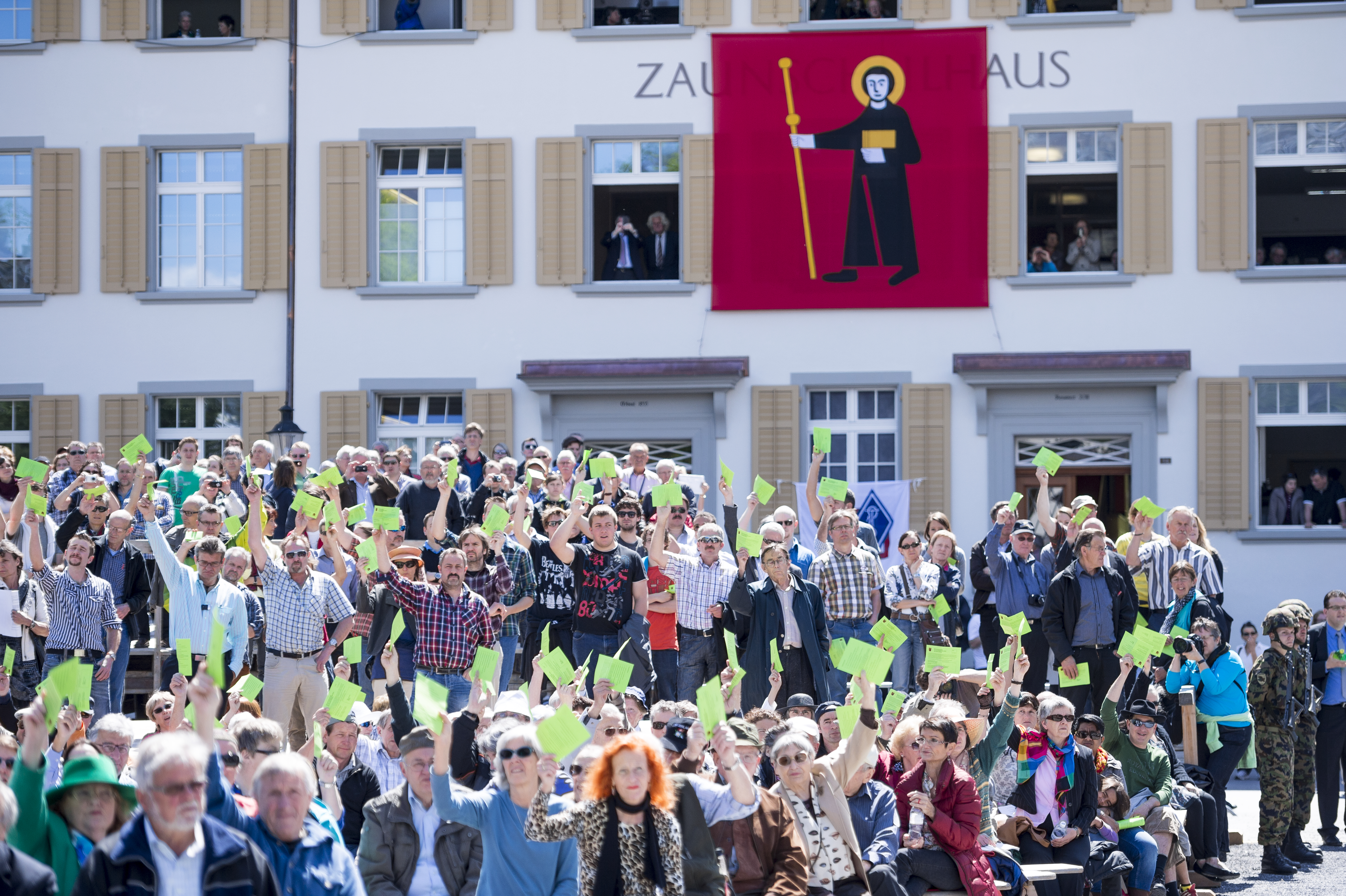
Le drapeau glaronais tendu lors de la Landsgemeinde de Glaris.
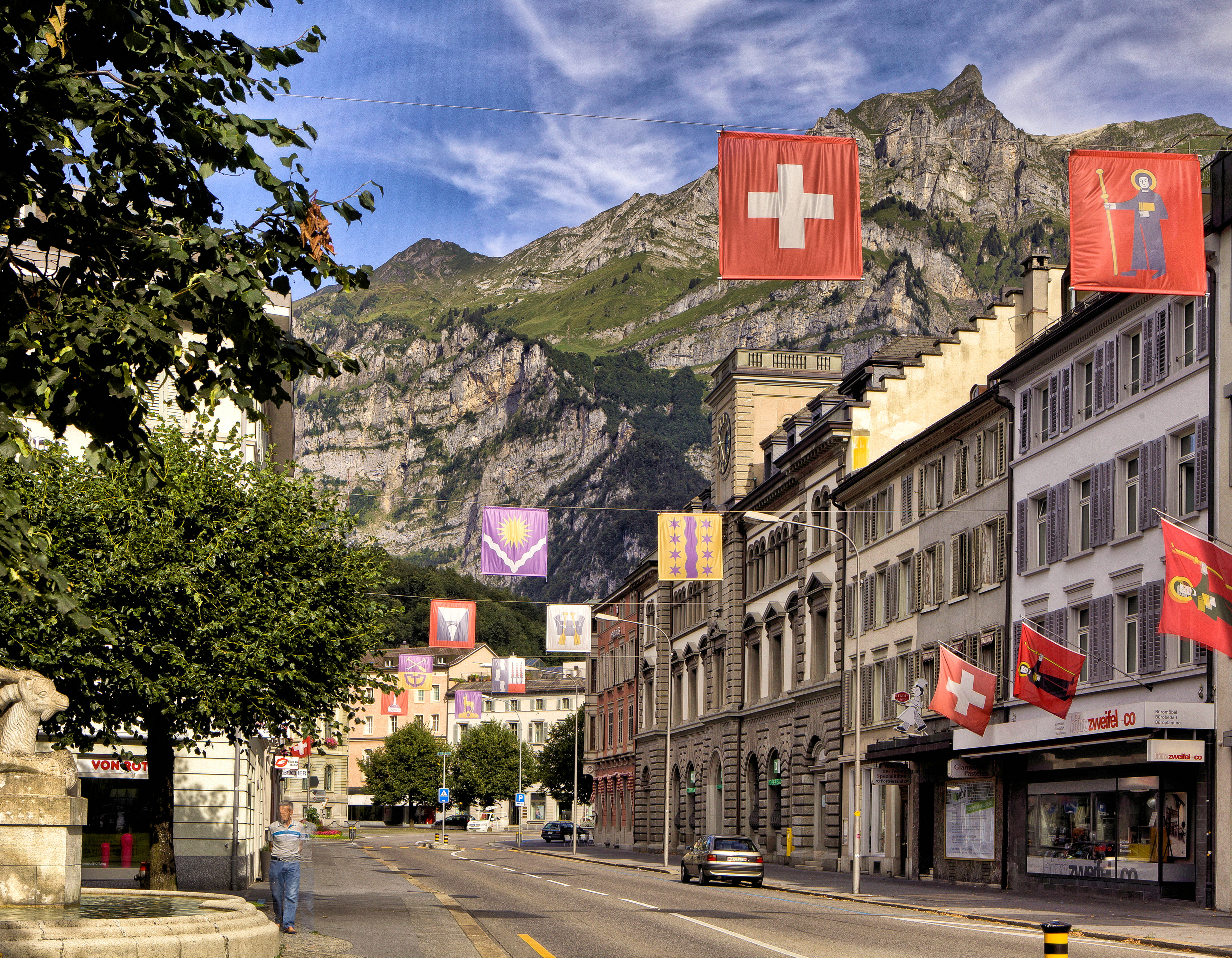
Les drapeaux glaronais pendus à la Bahnhofstrasse de Glaris.
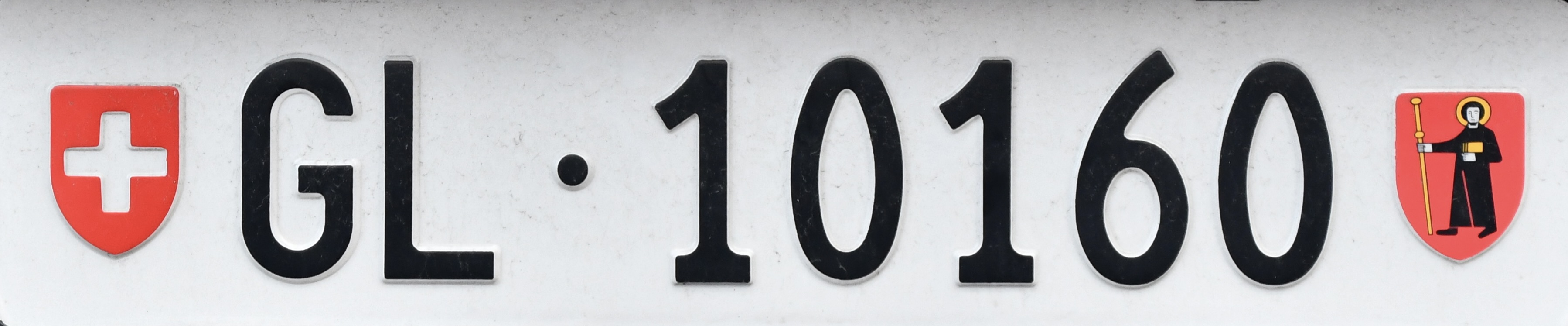
Plaque d'immatriculation arrière glaronaise.